# Kokhav Ya'ir
Kokhav Ya'ir-Tzur Yigal (hebreo: כּוֹכַב יָאִיר - צוּר יִגְאָל, también Kochav Yair-Tzur Yigal) es una ciudad (concejo local) en el Distrito Centro de Israel. Kokhav Ya'ir y la vecina ciudad de Tzur Yigal (hebreo: צוּר יִגְאָל) se fusionaron en noviembre de 2003. En conjunto, la población en el 2008 es de 11.050.

## Historia
Kochav Ya'ir fue establecido en 1981 por 15 familias que vivían en alojamientos temporales. Dos años más tarde, empezó a trabajar en la infraestructura de una ciudad permanente. En 1986, 550 familias se mudaron a la viviendas permanentes y la ciudad fue fundada oficialmente. Tzur Yigal fue fundada en 1991, con las familias comienza a moverse en a un hogar permanente en el verano de 1994.

## Etimología
Kokhav Ya'ir (literalmente "Estrella de Yair") era el nombre de combate de Abraham Stern, quien fue el fundador y líder del Lehi, el grupo clandestino judío activo durante el Mandato Británico de Palestina. Stern es también el nombre en alemán para "estrella". Tzur Yigal fue el nombrada en honor al miembro del Knesset Yigal Cohen.

## Demografía
Kokhav Ya'ir es predominantemente judía, con un nivel de ingresos altos. además es un asentamiento secular con una minoría religiosa. Las tensiones religiosas son prácticamente inexistentes. Los residentes de países de habla inglesa comprenden aproximadamente el 20% de la población.

## Geografía
Kochav Ya'ir está situado en la latitud. 32 ° 00 'N, longitud. 35 ° 00 'E, a unos 7 kilómetros (4.3 millas) al norte-noreste de la ciudad de Kfar Sava. Vecinos del municipio en su frontera suroeste es el kibutz Eyal, a unos 2 kilómetros (1.2 millas) al norte-oeste es la ciudad árabe israelí de Tira y aproximadamente 1 kilómetro (0,62 millas) al sur es la ciudad palestina de Qalqilyah. Kochav Yair se encuentra en el centro de Israel dentro de la Línea Verde en el sur de Sharon región. Kochav Yair está a 95 metros sobre el nivel del mar. El Mirador de Sapir en Kokhav Ya'ir atrae a los observadores de aves que vienen a observar la migración semi-anual de muchas especies de aves.